# Chang hub thengs gcig gi 'khrul snang
Chang hub thengs gcig gi 'khrul snang (em dzongkha: ཆང་ཧུབ་ཐེངས་གཅིག་གི་འཁྲུལ་སྣང; lit. Era uma vez... alucinando com um gole de vinho) é um filme butanês de 2003 escrito e dirigido por Khyentse Norbu, que anteriormente idealizou Phörpa (1999). O filme é o primeiro longa-metragem rodado inteiramente no Reino do Butão. A maioria do elenco não são atores profissionais; Tshewang Dendup, um conhecido ator e produtor de rádio do Butão, é a exceção.

## Produção
De acordo com a produção do filme anterior de Norbu, Phörpa (1999), nenhum ator profissional (exceto Dendup, um ator de rádio) foi usado. Foram realizadas audições para selecionar o elenco de todas as esferas da vida, incluindo agricultores, crianças em idade escolar e funcionários do Serviço de Radiodifusão do Butão, do Governo do Butão e da Guarda-costas Real. Muitas decisões de produção, incluindo o elenco e a fixação da data de lançamento, foram escolhidas usando Mo – um antigo método de adivinhação.

## Lançamento e recepção

### Bilheteria
De acordo com o Box Office Mojo, o filme foi lançado por 28 semanas e seu faturamento total vitalício foi de US$ 668.639.

### Recepção crítica
O filme críticas positivas dos críticos. O crítico de cinema da Variety, David Stratton, elogiou a atuação "natural e não afetada" do elenco do filme. Andrew O'Hehir, do Salon, deu uma crítica positiva ao filme e escreveu que "[Chang hub thengs gcig gi 'khrul snang] não vai abalar seu senso de identidade cinematográfica, eu acho, mas é um pequeno filme inteligente, cativante e muitas vezes lindo; eu não queria que isso acabasse". Dessen Thompson, escrevendo para o The Washington Post, elogiou o filme como "profundamente encantador". Em sua crítica do filme para Slant Magazine, Josh Vasquez deu ao filme duas estrelas e meia em quatro. Em sua crítica do filme publicada no The New York Times, Dave Kehr o descreveu como um "diário de viagem agradável e colorido".
O site de agregação de críticas Rotten Tomatoes] dá ao filme uma pontuação de 93% com base em 61 críticas, com uma classificação média de 7,35/10. O "Consenso da Crítica" do site para o filme diz: "Contos entrelaçados de descoberta espiritual são ambientados em uma paisagem deslumbrante e evocativa nesta importação agradável e envolvente." No Metacritic, o filme tem uma pontuação de 71 em 100, com base em 19 críticos, indicando "críticas geralmente favoráveis".